# Episodi di Harsh Realm
Di seguito la lista della prima e unica stagione della serie televisiva Harsh Realm.
| nº | Titolo originale | Titolo italiano | Prima TV USA    | Prima TV Italia |
| -- | ---------------- | --------------- | --------------- | --------------- |
| 1  | Pilot            |                 | 8 ottobre 1999  |                 |
| 2  | Leviathan        |                 | 15 ottobre 1999 |                 |
| 3  | Inga Fossa       |                 | 22 ottobre 1999 |                 |
| 4  | Kein Ausgang     |                 | 14 aprile 2000  |                 |
| 5  | Reunion          |                 | 21 aprile 2000  |                 |
| 6  | Three Percenters |                 | 28 aprile 2000  |                 |
| 7  | Manus Domini     |                 | 5 maggio 2000   |                 |
| 8  | Cincinnati       |                 | 12 maggio 2000  |                 |
| 9  | Camera Obscura   |                 | 19 maggio 2000  |                 |